# Джеватский уезд
Джеватский уезд — административная единица в составе Бакинской губернии и Азербайджанской ССР. Центр — местечко (с 1916 года — город) Сальяны. В 1920 году переименован в Сальянский уезд.

## История
Джеватский уезд был образован в 1868 году в составе Бакинской губернии, из части территорий Ленкоранского, Шемахинского и Шушинского уездов. В 1920 году Джеватский уезд стал частью Азербайджанской ССР и был переименован в Сальянский.
Упразднён в 1929 году.

## Население
Согласно ЭСБЕ население уезда в 1893 году составляло 94 690 чел.
По данным первой всеобщей переписи населения 1897 года в уезде проживало 90 043 чел. (11 787 чел. в Сальянах). Национальный состав выглядел следующим образом:
- татары (азербайджанцы)[Комм. 1] — 84 054 чел. (93,35 %),
- славяне (в основном великорусы (русские), а также малорусы (украинцы) и белорусы) — 4 635 чел. (5,15 %),
- армяне — 699 чел. (0,78 %),
- аваро-андийские народы — 152 чел. (0,17 %),
- персы — 147 чел. (0,16 %),
- грузины — 122 чел. (0,14 %),
- лезгинские народы[Комм. 2]— 79 чел. (0,09 %),
- поляки — 60 чел. (0,07 %),
- немцы — 29 чел. (0,03 %),
- евреи —  8 чел. (0,01 %),
- греки — 7 чел. (0,01 %),
- мордовы — 5 чел. (0,01 %),
- литовцы — 4 чел. (<0,01 %),
- представители других народностей — 42 чел. (0,05 %).

Согласно переписи населения 1926 года численность уезда составляла 129 367 чел.

## Административное деление
В 1913 году в уезд входило 36 сельских обществ и 9 кочевьев:
| - Агаханлинское — с. Агахнлы, - Александровское — с. Александровка, - Алексеевское — с. Алексеевка, - Али-Солтанлинское — с. Али-Солтаны, - Амираларское — с. Амиралар, - Араб-Кардаш-Беглинское — с. Араб-Кадаш-Беглы, - Ашага-Сурринское — с. Ашага-Сурра, - Генджали-Гашим-Ханлинское — с. Гашим-Ханлы-Нижнее, - Галагайынское — с. Галагайны, | - Каравеллинское — с. Каравеллы-Манахурм, - Каракювендиклинское — с. Каракювендиклю, - Караларское — с. Каралар верхнее, - Карали-Казвинлинское — с. Карали-Казвинли, - Качах-Кендское — с. Качах-Кенд, - Ковратлинское — с. Ковратлы, - Марышлинское — с. Марышлы, - Мирзаликендское — с. Мирзаликенд, - Михайловское — с. Михайловка, | - Муганлинское — с. Муганлы, - Нижне-Караларское — с. Каралар-Нижний, - Николаевское — с. Николаевка, - Ново-Васильевское — с. Ново-Васильсевка, - Ново-Ивановское — с. Ново-Ивановка, - Отуз-Икинское — с. Отуз-Ики верхние, - Петропавлоское — с. Петропавловка, - Покровское — с. Покровка, - Рассулинское — с. Рассулы, | - Сейданское — с. Сейдан, - Тазакендское — с. Тазакенд, - Халджское — с. Халадж, - Хиллинское — с. Хиллы, - Хошчобанлинское — с. Хошчобанлы, - Чахирлинское — с. Чахирлы, - Шорсулинское — с. Шорсули, - Эгрибуджигское — с. Эгрибуджаг, - Яхишкендское — с. Караиллы, |

Кочевья:
- Араблинское — коч. Арабли,
- Араб-Бала-Огланское — коч. Араб-Бала-Оглан,
- Араб-Шавердинское — с. Араб-Касышлы,
- Татаромяглинское — с. Татаро-Мигли,
- Теклинское — коч. Текли,
- Текля-Мурза-Бабинское — коч. Текля-Мурза-Баба,
- Ханалыхское — коч. Ханалых,
- Чаловское — коч. Чалов,
- Ялованджское — с. Отуз-Ири нижнее.

В 1926 году уезд делился на 7 участков: Али-Байрамлинский (центр — станция Зубовка), Белясуварский, Карадонлинский, Саатлинский, Сабир-Абадский, Хиллинский, Шорсуллинский.